# Flamme der Freundschaft

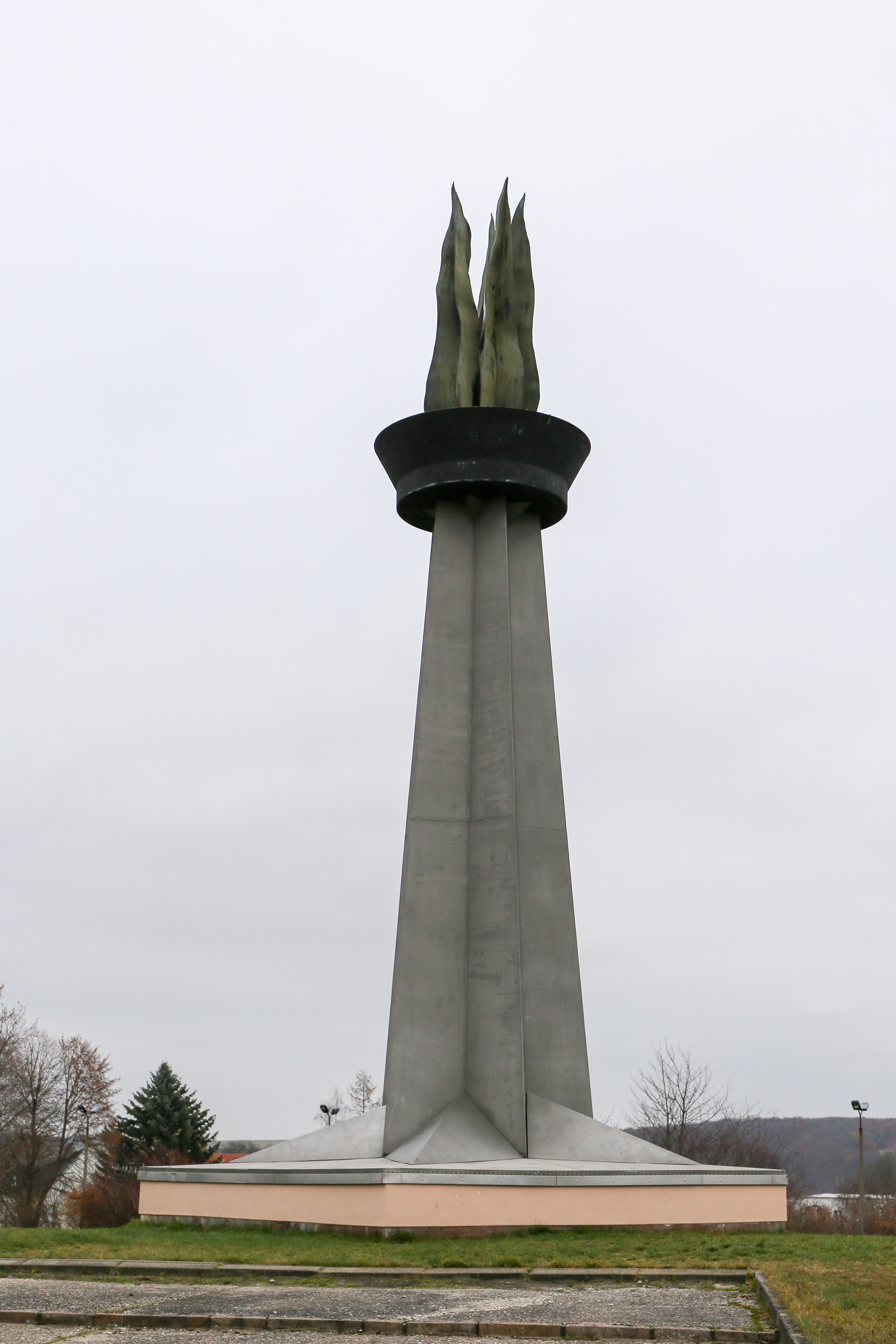
Die Flamme der Freundschaft (2020)

Die Flamme der Freundschaft ist ein 15 Meter hoher Obelisk in Hettstedt. Er wurde am 3. Oktober 1974 eingeweiht und erinnert an die Anbindung des Walzwerkes und der Metallhütten in Hettstedt an das russische Erdgasnetz.

## Ausführung
Der mit poliertem Porphyr-Naturstein verkleidete Betonsockel und der Schaft aus Beton haben eine Höhe von 10,5 Metern. Der Schaft wiegt 6 Tonnen. Die auf diesem befindliche Flammenschale besteht aus Bronze und hat das gleiche Gewicht. Die Flamme besteht aus Kupferblech.

## Geschichte
Die künstlerische Gestaltung oblag dem Künstler Otto Leibe aus Halle (Saale), welcher auch das Gipsmodell für die Flamme schuf.
Die Schale wurde am 7. Juli 1974 im Maschinenbetrieb „Ernst Thälmann“ gegossen.
Das Denkmal wurde unter der Erfassungsnummer 094 65015 000 000 000 000 als Baudenkmal in das Denkmalverzeichnis des Landes Sachsen-Anhalt aufgenommen.